# كارولين ميتلاند
كارولين ميتلاند (بالإنجليزية: Carolyn Maitland)‏ هي ممثلة بريطانية، ولدت في 22 سبتمبر 1983.